# Chippewa, Wisconsin
Chippewa là một thị trấn thuộc quận Ashland, tiểu bang Wisconsin, Hoa Kỳ. Năm 2010, dân số của thị trấn này là 368 người.